# Confederación Centroamericana y del Caribe de Fútbol
Die Confederación Centroamericana y del Caribe de Fútbol, kurz CCCF, (dt. Fußballkonföderation Zentralamerikas und der Karibik) war einer der Vorgänger der CONCACAF. Sie wurde im Jahr 1938 gegründet und war der Fußballverband von Zentralamerika und der Karibik. 1961 schloss sich die CCCF mit dem nordamerikanischen Fußballverband NAFC (North American Football Confederation) zur CONCACAF zusammen.

## Mitgliedsverbände
Der CCCF gehörten die folgenden 11 Mitgliedsverbände an:
| Land        | Verband                                            |
| ----------- | -------------------------------------------------- |
| Costa Rica  | Federación Costarricense de Fútbol                 |
| El Salvador | Federación Salvadoreña de Fútbol                   |
| Guatemala   | Federación Nacional de Fútbol de Guatemala         |
| Honduras    | Federación Nacional Autónoma de Fútbol de Honduras |
| Nicaragua   | Federación Nicaragüense de Fútbol                  |
| Panama      | Federación Panameña de Fútbol                      |
| Curaçao 1   | Nederlands Antilliaanse Voetbal Unie               |
| Haiti       | Fédération Haïtienne de Football                   |
| Kuba 2      | Asociación de Fútbol de Cuba                       |
| Aruba 3     | Arubaanse Voetbal Bond                             |
| Suriname 3  | Surinaamse Voetbal Bond                            |

## Wettbewerbe
Nationalmannschaften
- CCCF-Meisterschaft (1941 bis 1961)
- CCCF Youth Championship (1954 bis 1960)

Klubs
- Campeonato Centroamericano (1959 und 1961)